# しずおか焼津信用金庫
しずおか焼津信用金庫（しずおかやいづしんようきんこ、英語：Shizuoka Yaizu Shinkin Bank） は、
静岡県静岡市葵区に本店を置く信用金庫である。

## 概要
2019年7月16日、静岡信用金庫と焼津信用金庫の合併により発足した。同日公表した中期経営計画では、地元中小企業や個人客の課題解決につなげる伴走型支援体制の強化などを図り、法人、個人の担当を明確化。本部体制をスリム化する中で、余剰人員を支援部署に集中的に配置するとした。また、業務改革では71店ある店舗体制の再構築に向け、プロジェクトチームを設置した。

## 沿革

### （旧）静岡信用金庫
- 1931年
  - 1月17日 - 静岡県より設立認可取得。
  - 4月16日 - 静岡市信用組合として静岡市平屋町4番地で営業開始。
- 1948年6月4日 - 静岡信用組合に改称。
- 1949年6月 - 静岡市追手町に本店を移転。
- 1951年10月20日 - 静岡信用金庫に改組。
- 1954年6月1日 - 清水信用組合を合併。
- 1977年10月11日 - 移動店舗を含む全店舗のオンライン化完了。
- 1981年4月20日 - しんきんネットキャッシュサービス加入。
- 1982年1月 - 本店を静岡市（葵区）追手町3番11号から相生町1番1号へ移転。本店窓口は支店に降格し、追手町支店に改称。
- 1995年4月1日 - 顧客向け表記を「しずおか信用金庫」に変更。

### （旧）焼津信用金庫
- 1908年6月 - 焼津生産組合として設立。
- 1913年12月 - 有限責任焼津信用購買生産組合に改組する。
- 1922年3月 - 有限責任焼津信用販売購買利用組合に改組する。
- 1933年4月 - 保証責任焼津信用販売購買利用組合に改組する。
- 1943年8月 - 焼津信用組合に改組する。
- 1950年2月 - 中小企業等協同組合法に基づく信用組合に改組する。
- 1951年10月 - 信用金庫法に基づき、焼津信用金庫となる。
- 2007年5月 - 新本部社屋にて業務を開始。
- 2009年1月 - 新本店営業部にて業務を開始。

### しずおか焼津信用金庫（2019年7月16日以降）
- 2019年（令和元年）7月16日 - 静岡信用金庫を存続金庫として焼津信用金庫と対等合併し、商号をしずおか焼津信用金庫に変更。
- 2024年（令和6年）3月18日 - この日から磁気の影響を受けにくい新しい通帳（Hi-Co通帳）を取扱開始した(Hi-Co通帳に対応していない信用金庫ATMではHi-Co通帳は使えない。)[3]。